# 유치홍
유치홍(兪致弘, 1800년~?)은 조선 후기의 문신이다. 본관은 기계(杞溪). 자는 도능(道能)이다. 1827년(순조 27) 생원시와 진사시에 합격하여 생원, 진사가 되고 음서로 관직에 출사하여 동몽교관, 광흥창직장과 주부, 호조좌랑 등을 거쳐 정산현감, 진산군수, 청송도호부사 등을 역임하였다.

## 생애
증조부는 도정(都正)을 지낸 유한준(兪漢雋), 할아버지는 유회주(兪晦柱), 양아버지는 유돈환(兪敦煥)이고, 생부는 유인환(兪仁煥)이다. 양어머니는 송언진(宋彦鎭)의 딸이고, 생모는 윤행범(尹行範)의 딸이며, 아내는 박준명(朴俊命)의 딸이다. 생가의 형제로는 치원(致遠), 치갑(致甲), 치설(致說), 치목(致穆) 등이 있었다. 한말의 선각자 유길준(兪吉濬)의 할아버지이다.
1827년(순조 27) 증광시(增廣試) 생원(生員)에 합격하였다. 진사(進士)시에도 합격한 뒤 음서제로 출사하여 관직에 올랐다. 1837년 6월 동몽교관, 1838년 7월 광흥창봉사, 12월 광흥창직장, 1840년 6월 광흥창주부(主簿)를 역임했다. 그해 10월 상을 당하여 사퇴하였다.
1842년 12월 돈령부주부로 복직하여 1843년 7월 호조좌랑, 12월 궁령(宮令)을 역임하고, 1844년 1월 정산현감(定山縣監)으로 나갔다. 1847년 12월 진산군수(珍山郡守)로 발령받았고, 1850년(철종 1) 6월 청송도호부사(靑松都護府使)에 제수되어 3년간 근무하였다. 1853년 6월에 관직을 사퇴하고 물러났다. 1857년 11월 비변사 낭관을 거쳐 그해 12월 통훈대부로 승진했다. 1864년 1월 사복시첨정으로 발탁되고, 3월 영평현령(永平縣令)으로 나갔다.

## 가족 관계
- 5대조 : 유광기(兪廣基)
- 5대조 : 유석기(兪碩基) - 양증조부 유한영의 양 조부

- 양 고조부 : 유한웅(兪漢雄) - 양증조부 유한영의 생부
- 양 고조부 : 유언룡(兪彦龍) - 양증조부 유한영의 양부
- 생 고조부 : 유언일(兪彦鎰),

- 생증조부 : 유한준(兪漢雋)
- 양증조부 : 유한영(兪漢英)

- 양 할아버지 : 유회주(兪晦柱)
- 친 할아버지 : 유건주(兪建柱)
- 양 아버지 : 유돈환(兪敦煥)
- 양 어머니 : 송씨
- 친 아버지 : 유인환(兪仁煥)
- 친 어머니 : 윤씨
  - 친 동생 : 유치원(兪致遠)
  - 친 동생 : 유치갑(兪致甲)
  - 친 동생 : 유치설(兪致說)
  - 친 동생 : 유치목(兪致穆)

- 부인 : 박씨
  - 아들 : 유진수(兪鎭壽)
    - 손자 : 유회준(兪會濬)
    - 손자 : 유길준(兪吉濬)
    - 손자 : 유성준(兪星濬)

  - 아들 : 유진태(兪鎭泰)
    - 손자 : 유필준(兪弼濬)

- 양 외조부 : 송언진(宋彦鎭)
- 생 외조부 : 윤행범(尹行範)
- 장인 : 박준명(朴俊命)

## 같이 보기
- 유길준
- 유한준
- 박지원
- 박규수